# Barriere (Columbia Britannica)
Barriere è una municipalità distrettuale del Canada, facente parte del distretto regionale di Thompson-Nicola nella provincia della Columbia Britannica.